# Municipio 7 Albright
El municipio 7 Albright (en inglés: Township 7, Albright) es un municipio ubicado en el  condado de Alamance en el estado estadounidense de Carolina del Norte. En el año 2010 tenía una población de 4.383 habitantes.

## Geografía
El municipio 7 Albright se encuentra ubicado en las coordenadas 35°58′59.07″N 79°23′33.02″O / 35.9830750, -79.3925056.